# Световен рали шампионат (1975)
Световен рали шампионат – Сезон 1975 година (на английски език – 1975 World Rally Championship season) е кръг от календара на ФИА – Световния рали шампионат1 провеждан през 1975 година.
Шампионата е трети под това означение и има 10 състезания (през 1974 година са 8), всяко от които се провежда в различна страна на света.
Отново над всички е Ланчия, която със своя модел Стратос HF, доминира през годината. За второто място се борят италианската ФИАТ и французите от Рено.
В ожесточената битка, втори стават ФИАТ с 61 гочки, а Рено събират с точка по-малко. Много добре се представят от Опел, които остават четвърти, с набрани 58 точки.

## Точкуване за място
- 1-во място: 20 точки
- 2-ро място: 15 точки
- 3-то място: 12 точки
- 4-то място: 10 точки
- 5-о място: 8 точки
- 6-о място: 6 точки
- 7-о място: 4 точки
- 8-о място: 3 точки
- 9-о място: 2 точки
- 10-о място: 1 точка